# The Last of the Famous International Playboys
"The Last of the Famous International Playboys" é uma canção lançada como single pelo cantor britânico Morrissey em 1989.

## Contexto
Em uma entrevista de 1989, Morrissey brincou: "'Os últimos famosos playboys internacionais' são Bowie, Bolan, Devoto e eu". Liricamente, no entanto, "Os últimos dos famosos Playboys internacionais" mitifica em grande parte a notória dupla de gângsteres londrinos conhecidos como os gêmeos Kray, Ronnie e Reggie, que controlavam rigidamente o East End de Londres durante as décadas de 1950 e 1960. Morrissey explicou que queria explorar a maneira como a imprensa sensacionalista transformou criminosos violentos em celebridades, dizendo que os Kray "exemplificam" a "maneira como pessoas notórias podem ser bastante glamorosas". Ele elaborou em uma outra entrevista:
Acho que muitas pessoas, para serem vistas, para serem famosas e para serem reconhecidas, fazem algo destrutivo ou cometem assassinatos. Nos Estados Unidos, o exemplo perfeito são os assassinos em série que obviamente não se importam em ser apanhados e não se importam em ser conhecidos como assassinos em massa. Eles querem seu elemento de fama e sempre o conseguem.
"The Last of the Famous International Playboys" e o single seguinte "Interesting Drug" são notáveis por apresentar três outros integrantes dos Smiths: o baixista Andy Rourke, o baterista Mike Joyce e o guitarrista base Craig Gannon. Em seu trabalho solo anterior, Viva Hate, Morrissey conscientemente escolheu não trabalhar com seus antigos companheiros de banda; Street disse: "Acho que ele pensou que isso iria se sobrepor ao trabalho".
Assim como nas canções solo anteriores de Morrissey, Street compôs a música para "The Last of the Famous International Playboys". Ele escreveu a linha de baixo apesar da presença de Rourke. Street disse: "As músicas que eu dei para eles trabalharem, 'Interesting Drug' e '...International Playboys', você sabe, elas eram minhas linhas de baixo e tal. Quer dizer, Andy fez sua própria versão, mas elas eram minhas linhas de baixo... Andy é um cara tão adorável, ele acrescentava algo, e é um baixista tão bom". Street descreveu a canção "como um canto fúnebre monótono do tipo Fall", lembrando que "Morrissey ouviu e para minha surpresa disse que gostaria de usá-la. Ele voltou um pouco depois, sugeriu acelerá-la e apresentou 'Last of the Famous International Playboys'. Fiquei atordoado".

## Recepção
| Críticas profissionais | Críticas profissionais |
| Avaliações da crítica  | Avaliações da crítica  |
| Fonte                  | Avaliação              |
| ---------------------- | ---------------------- |
| AllMusic               | [ 6 ]                  |

A NME inicialmente deu uma crítica negativa ao single, com Stuart Maconie dizendo que a faixa era "'Panic' sem o magnetismo e a autoconfiança ofuscante" e concluindo com "Eu ainda me acorrentaria a uma linha ferroviária desativada em Bacup por ele, mas o rapaz pode fazer melhor" — em uma crítica para Bona Drag um ano depois, no entanto, Maconie expressou uma mudança de opinião, escrevendo: "Na época de seu lançamento, fui um tanto injusto com 'Playboys', então deixe-me aproveitar a chance de dizer que eu estava errado sobre essa excelente melodia cheia de romantismo de adolescente rebelde". "The Last of the Famous International Playboys" recebeu aclamação da crítica nos anos posteriores a seu lançamento. Em uma revisão retrospectiva, Ned Raggett, da AllMusic, foi muito mais favorável, escrevendo "O desempenho de Morrissey é grandioso e apaixonado". A PopMatters foi similarmente elogiosa, escrevendo "'Essas coisas que faço / Só para me tornar / Mais atraente para você / Eu falhei?'  ele pergunta. Não, claramente, não de novo e de novo". A Rolling Stone descreveu-o como um "ótimo single sem álbum".
Outros escritores musicais classificaram a canção como uma das melhores de Morrissey. A revista Spin a nomeou a sétima melhor canção solo de Morrissey, escrevendo "Efeitos de guitarra excepcionalmente ondulados aumentam o drama indecoroso". A Clash a incluiu em sua lista não classificada dos sete melhores singles solo de Morrissey, escrevendo "Uma carta de amor aos notórios gêmeos Kray de Londres, é divertida, hilária e extremamente confiante. Ela também arrasa, cheia de arrogância e efervescência gloriosa".
De acordo com Johnny Rogan, Johnny Marr ficou tão impressionado com a qualidade da canção que enviou a Morrissey um cartão postal parabenizando-o. Em uma entrevista de 1991, Marr disse: "Eu enviei a ele uma nota dizendo que 'Last of the Famous International Playboys' era uma boa, muito boa, algo pela qual eu sabia que ele ficaria orgulhoso". Reggie Kray, por sua vez, reconheceu a canção em sua autobiografia, afirmando "Eu gostei da melodia, mas a letra em sua totalidade estava um pouco faltando. Elas chegaram bem perto..." Morrissey, por sua vez, brincou: "Não consigo escapar dos críticos".

## Posição nas paradas musicais
| Parada (1989–1990)                             | Melhor posição |
| ---------------------------------------------- | -------------- |
| Reino Unido (UK Singles Chart)                 | 6              |
| Estados Unidos (Billboard Alternative Airplay) | 3              |